# Gernot Ziegler
Gernot Ziegler (* 1967 in Freiburg im Breisgau) ist ein deutscher Jazzmusiker (Piano, Keyboard, auch Trompete und Komposition).

## Leben und Wirken
Ziegler begann mit zehn Jahren Trompete zu spielen; mit 15 Jahren kam das Klavier hinzu. Als Trompeter wurde er Mitglied im Landesjugendjazzorchester Baden-Württemberg; als Pianist gewann er bei einem Newcomerwettbewerb der Jazz & Rockschule Freiburg einen Solistenpreis. Nach einem Studium von Musikwissenschaften und Kunstgeschichte entschied er sich für die Laufbahn als Musiker und studierte von 1995 bis 2001 Jazz- und Popularmusik an der Hochschule für Musik und Darstellende Kunst Mannheim bei Stephan Zimmermann, Hubert Nuss und Joerg Reiter, wo er sowohl in Trompete als auch in Klavier mit einem Diplom abschloss.
Ziegler lebt seit 2001 in Karlsruhe. Als Pianist gehörte er zu den Bands Mobile Home, Tip Toe und Fridge People. Er trat unter anderem beim Montreux Jazz Festival und beim North Sea Jazz Festival auf. 2010 erschien sein Debütalbum unter eigenem Namen. Weiterhin arbeitete er als Theatermusiker in Heidelberg und Karlsruhe.
Ziegler ist außerdem als Lehrer an den Musikschulen in Offenburg bzw. Germersheim tätig. Von 2002 bis 2009 leitete er mit Jörn Reitz die Jazz-Bühne im Karlsruher Musik- und Kulturclub Radio Oriente.

## Diskographische Hinweise
- Fridge People: Road Movie (Rodenstein Records 2006, mit Olaf Schönborn, Sven Götz, Gernot Kögel, Matthias Füchsle)
- Mobile Home (Foxtone Music 2010, mit Gernot Kögel, Andy Nolte sowie Katrin Kögel, Katrin Ziegler, Volker Deglmann, Florian Wolpert, Kai Portolano)
- Simple Songs (Foxtone Music 2021, mit Sven Götz, Gernot Kögel, Stefan Günther-Martens sowie Antje Bockel, Lukas Diller)